# Aleksandras Lileikis
Aleksandras Lileikis (né le 10 juin 1907, décédé le 26 septembre 2000) était le chef de la police de sécurité lituanienne à Vilnius pendant l'occupation nazie de la Lituanie et un des auteurs de l'Holocauste en Lituanie. Il a signé des documents remettant au moins 75 juifs sous son contrôle à Ypatingasis būrys, un escadron de la mort collaborationniste lituanien, et est soupçonné d'être responsable du meurtre de milliers de juifs lituaniens. Après l'occupation soviétique de la Lituanie en 1944, il s'enfuit en Allemagne en tant que personne déplacée. S'étant vu refusé l'autorisation d'immigrer aux États-Unis en raison de son passé nazi, il travaille pour la Central Intelligence Agency (CIA) au début des années 1950. En 1955, sa deuxième demande d'autorisation d'immigration est accordée et il s'installe à Norwood, dans le Massachusetts, et devient citoyen naturalisé en 1976. Eli Rosenbaum, un enquêteur du Bureau des enquêtes spéciales (Office of Special Investigations du Department of Justice, OSI), a découvert des preuves des crimes de guerre de Lileikis ; une procédure de dénaturalisation a été ouverte en 1994 et s'est conclue par la déchéance de la citoyenneté américaine de Lileikis. Il est renvoyé en Lituanie, où il a été accusé de génocide en février 1998. Il s'agissait de la première poursuite pour crimes de guerre nazis dans le bloc post-soviétique de l'Europe. Il est décédé d'une crise cardiaque en 2000 avant qu'un verdict ne soit rendu.

## Jeunesse
Aleksandras Lileikis est né le 10 juin 1907 dans une famille paysanne de Paprūdžiai (Kelmė) (lt) dans l'actuelle municipalité de district de Kelmė. Il fréquente le gymnase Žiburys à Kražiai et l'école de guerre de Kaunas. En 1927, il commence à étudier à la faculté de droit à l'université de Lituanie. Il travaille pour la police criminelle et plus tard pour le Département de la sécurité de l'État. De 1931 à 1934, il travaille dans le département des interrogatoires et a été l'adjoint du chef de la police de sécurité à Marijampolė de 1934 à 1939. Il est promu lieutenant en 1938.

## Seconde Guerre mondiale
En 1939, lorsque la Lituanie gagne Vilnius à la suite du traité d'assistance mutuelle soviéto-lituanien, Lileikis devient adjoint du commandant du district de Vilnius de la police de sécurité lituanienne. Il travaille à réprimer la résistance polonaise en Lituanie et enquête sur la mort du soldat russe Butayev, qui faisait partie du prétexte officiel de l'ultimatum soviétique à la Lituanie . Il fuit en Allemagne en 1940 en raison de l'occupation soviétique de la Lituanie et  demande la nationalité allemande en juin 1941.

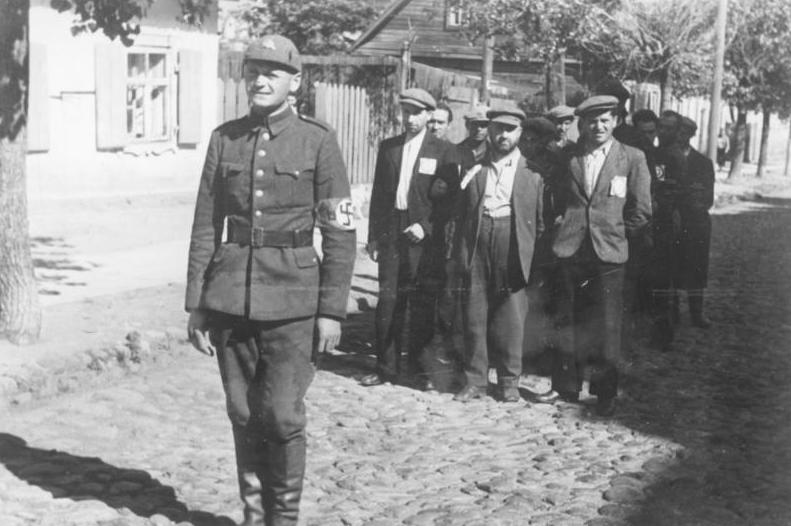
Collaborateur lituanien avec des prisonniers juifs, juillet 1941.

En août 1941, post invasion allemande de l'Union soviétique et occupation de la Lituanie, Aleksandras Lileikis reviens dans son pays natal et réorganise la police de sécurité à Vilnius (environ 130 hommes) sur les lignes de la Gestapo selon les instructions reçues en Allemagne, complétées par une division speciale (Komunistų-Žydų Skyrius) pour traiter des « juifs et communistes ». La police de sécurité a compétence sur les juifs qui se cachent, les non-Juifs qui aident les Juifs et les Juifs soupçonnés d'associations communistes. En général, les juifs évadés ou suspects sont arrêtés par la police régulière et remis à la police de sécurité pour enquête et interrogatoire. La police de sécurité remet alors les juifs à la police allemande ou à Ypatingasis būrys, un escadron de la mort collaborationniste lituanien qui a assassiné environ 70 000 Juifs à proximité de Ponary,. Agissant comme « un meurtrier de bureau », Lileikis signe des documents remettant au moins 75 Juifs à Ypatingasis būrys,,. Lileikis comprend totalement que les Juifs seraient assassinés. La police de sécurité s'occupe également occupée des partisans soviétiques et de la clandestinité polonaise. En exemple, un rapport du 16 février au 21 mars 1942 détaille que la police de sécurité de Vilnius a arrêté 319 personnes et 137 d'entre elles ont été envoyées à Ponary : 73 Juifs, 23 communistes, 14 résistants polonais, 20 faussaires de documents et 7 espions. Les tâches liés aux groupes non juifs augmentant à mesure que le nombre de juifs dans le ghetto de Vilnius diminue et que la résistance antinazie augmente.
Eli Rosenbaum du Bureau des enquêtes spéciales (OSI), décrit Lileikis comme « un auteur majeur de l'Holocauste ». Neal Sher, ancien chef de l'OSI, déclare que Lileikis « était aussi important et probablement plus important que quelqu'un comme Klaus Barbie » – qui a été reconnu coupable de crimes contre l'humanité en 1987 – et « un rouage instrumental dans une roue de destruction massive ». Il est soupçonné d'être responsable de la mort de milliers à plusieurs dizaines de milliers de Juifs.

## CIA et l'immigration aux États-Unis
Après l'invasion de la Lituanie par l'Armée rouge en 1944, Aleksandras Lileikis fuit vers l'Allemagne et devint une personne déplacée. En 1947, alors qu'il vit dans un camp à Bamberg, il fait l'objet d'une enquête pour crimes de guerre par le Commandement des enquêtes criminelles de l'armée américaine, mais les autorités disposent de peu de documentation sur les crimes de guerre en Lituanie. En 1950, Lileikis se voit refuser à l'unanimité l'autorisation d'émigrer aux États-Unis par la United States Displaced Persons Commission « en raison de [ses] sympathies nazies connues » et parce qu'il était « sous le contrôle de la Gestapo ». Il est recruté par la Central Intelligence Agency (CIA) en 1952 alors qu'il vit à Munich, et décrit comme un membre de l'Union nationale lituanienne (ndt: parti politique lituanien). À son recrutement, la CIA est informée de ses activités de temps de guerre et de sa complicité probable dans des crimes de guerre : son dossier indique qu'il « était le chef de la police politique lituanienne de sécurité à Vilna pendant l'occupation allemande et qu'il était peut-être lié à la fusillade de juifs à Vilnius ». Mais il a néanmoins considéré qu'il n'y a « aucune information désobligeante » sur lui, et il a été autorisé à travailler par le siège de la CIA le 5 mars 1953. Aleksandras Lileikis n'est guère intéressé par l'espionnage et souhaite plutôt utiliser son travail de renseignement pour obtenir la permission d'immigrer aux États-Unis. Il est payé annuellement 1 700 $ (équivalent à 16 200 $ en 2020) pour son travail de recrutement de Lituaniens en Allemagne de l'Est et son travail occasionnel de traduction et de renseignement, mais n'a apparemment pas eu beaucoup de succès puisque l'agence ne l'a pas aidé à immigrer aux États-Unis. Il a peut-être aidé d'autres collaborateurs nazis lituaniens à obtenir des emplois à la CIA ou à immigrer aux États-Unis. En 1995, la CIA affirme qu'« il n'y avait aucune preuve que l'Agence était au courant de ses activités en temps de guerre ». Cette déclaration est qualifiée de « grossière distorsion » par le journaliste Eric Lichtblau.
En 1955, Aleksandras Lileikis demande à nouveau l'autorisation d'immigrer aux États-Unis. Bien que la CIA transmet un avis négatif aux autorités américaines de l'immigration, sa demande est acceptée sans explication,. L'adjoint de Lileikis, Kazys Gimžauskas et trois autres subordonnés ont également immigré aux États-Unis. Il s'installe à Norwood et est devenu citoyen naturalisé en 1976. Lileikis est impliqué dans la communauté lituanienne aux États-Unis ; il fréquente une église catholique lituanienne et travaille comme administrateur pour une entreprise d'encyclopédie lituanienne, tout en peignant des maisons pour gagner sa vie. Bien qu'il puisse parler anglais, il préfère sa langue maternelle. L'historien Timothy Naftali note que « la présence de ce meurtrier de masse dans la population en général a envoyé un signal aux anciens combattants de la police secrète de la Lituanie occupée par les nazis que l'Amérique de la guerre froide pardonnait ces meurtres ».

## États-Unis contre Lileikis
À la fin de 1982, Aleksandras Lileikis est mentionné dans un câble de Berlin comme un criminel de guerre potentiel et chef de la police de sécurité lituanienne, qui avait des liens possibles avec l'Einsatzkommando 3, une partie des Einsatzgruppen. La même semaine, un autre lituano-américain le désigne comme un collaborateur nazi dans une interview. Cela attire l'attention d'Eli Rosenblum, qui travaille alors comme enquêteur pour l'OSI. Après avoir recueilli des informations sur Lileikis, Rosenblum se rend à son domicile pour l'interroger. Aleksandras Lileikis admet qu'il dirigeait la police de sécurité lituanienne, mais nie son implication dans les meurtres, déclarant qu'il n'a fait qu'un travail de sécurité de routine. Lileikis affirme avoir entendu des rumeurs selon lesquelles les Allemands auraient tué des juifs à Ponary, mais que cela avait été fait sans la participation des Lituaniens.
À la fin de 1994, l'OSI ouvre une procédure civile de dénaturalisation à l'encontre d'Aleksandras Lileikis cherchant à lui retirer sa citoyenneté américaine en vertu de la section 340(a) de la loi sur l'immigration et la naturalisation (Immigration and Nationality Act of 1952) qui oblige les procureurs de district des États-Unis à ouvrir une procédure civile contre les citoyens naturalisés soupçonnés de mentir sur leurs papiers d'immigration. À l'époque, Lileikis est la personne la plus âgée à faire l'objet d'une telle action. La CIA tente d'empêcher le dépôt de l'affaire, menaçant de ne pas autoriser la divulgation de certains dossiers classifiés au tribunal. Décrivant Lileikis comme « l'un des collaborateurs nazis les plus importants » à faire l'objet d'une enquête par les États-Unis, l'OSI accuse Lileikis de mentir au sujet de ses activités pendant la Seconde Guerre mondiale sur ses documents d'immigration. Lileikis refuse de commenter les allégations à l'Associated Press et a invoqué le cinquième amendement lorsqu'il a été interrogé par les procureurs,. Lileikis refuse même d'indiquer des détails simples sur sa vie, tels que sa date et son lieu de naissance. En vertu de la loi fédérale, le cinquième amendement s'appliquant uniquement aux procédures pénales, l'accusation fait valoir que Lileikis ne devrait pas avoir droit à la protection de celui-ci parce qu'il n'est pas soumis à des poursuites pénales aux États-Unis. La défense fait valoir que Lileikis craignait légitimement d'être poursuivi en Lituanie et ne devrait donc pas être contraint de témoigner,.
En 1995, le juge Richard Stearns du tribunal de district des États-Unis pour le district du Massachusetts a statué qu'Aleksandras Lileikis n'avait pas droit à la protection du cinquième amendement parce que le gouvernement avait un « besoin légitime du témoignage d'un témoin » pour faire appliquer « les lois organiques des États-Unis,. Le 16 novembre, il a accordé le mouvement de la poursuite pour contraindre le témoignage de Lileikis ; comme il refusait toujours de témoigner, l'accusation a déposé une autre requête le 18 décembre pour demander l'admission des allégations auxquelles Lileikis a refusé de répondre, comme si Lileikis les avait avouées. Cette requête a été accueillie par le tribunal le 9 janvier 1996. L'historien de l'Holocauste Yitzhak Arad et plusieurs autres experts ont soumis des affidavits ainsi que plus d'un millier de pages de documents d'archives relatifs à l'occupation nazie de la Lituanie, l'Holocauste en Lituanie et Les activités de Lileikis. Le 24 mai 1996, Stearns l'a trouvé responsable de la mort de dizaines de milliers de Juifs,. Le juge a noté que Lileikis « tentait de renverser la défense classique de Nuremberg en affirmant que « je ne faisais que donner des ordres ». Lileikis a été immédiatement dénaturalisé et le juge a déclaré qu'il n'aurait jamais dû être autorisé à entrer aux États-Unis.

## Procès pour génocide en Lituanie
Aleksandras Lileikis quitte volontairement les États-Unis le 18 juin 1996, utilisant un passeport lituanien, pour se rendre à Vilnius. Les autorités américaines déclare qu'il se verrait refuser sa réadmission dans le pays, et les autorités polonaises déclarent qu'il pourrait être jugé en Pologne pour les meurtres de juifs polonais à Vilnius. La Lituanie a d'abord indiqué qu'il ne serait pas poursuivi en raison du manque de témoins oculaires. En 1997, il déclare au journal lituanien Respublika que « Nous étions tous des collaborateurs — la nation entière, puisqu'elle agissait selon les lois nazies » et reconnait qu'il avait fait « des erreurs ». Lileikis publie des mémoires en lituanien avant sa mort, qui constitue une source utile sur sa vie, même si elles ne sont pas « tout à fait exactes » sur ses activités pendant la Seconde Guerre mondiale. Il prétend faire partie de la résistance antinazie. La Lituanie met du temps à poursuivre Lileikis. À l'époque, le pays demande l'adhésion à l'OTAN et les États-Unis ont affirmé que la poursuite de Lileikis et autres criminels de guerre serait une preuve solide de l'adhésion aux « valeurs occidentales », une condition préalable à l'adhésion à l'alliance. Le message est relayé par le vice - président américain Al Gore lors d' une rencontre avec le président du Seimas en avril 1997 et par trente membres du Congrès dans une lettre de novembre 1997 au président lituanien.
Le 6 février 1998, Aleksandras Lileikis est inculpé de crime de génocide par les procureurs lituaniens. Il s'agit de la première poursuite pour crimes de guerre nazis dans l'Europe de l'Est post-soviétique. Il est entendu devant le tribunal en novembre 1998, mais s'évanouit quelques minutes après et est emmené en ambulance. Trois lois spéciales sont adoptées afin de permettre la continuité des poursuites contre Lileikis et son ancien adjoint Gimžauskas (qui avait quitté les États-Unis en 1995, face à une procédure de dénaturalisation). L'un des changements autorise la preuve vidéo lors des procès pour génocide. Il est alors interrogé par vidéo le 23 juin 2000, mais après vingt minutes, la procédure est interrompue par un médecin traitant et Lileikis est emmené à l'hôpital. Le ministère américain de la Justice et des organisations juives l'ont accusé de feindre la maladie. Le Centre Simon Wiesenthal accuse les autorités lituaniennes d'avoir délibérément prolongé le procès dans l'espoir que Lileikis meurt de causes naturelles avant d'être condamné. Le procès est fortement médiatisé en Lituanie. Lileikis est mort d'une crise cardiaque aux Cliniques Santara à Vilnius le 26 septembre 2000, insistant toujours sur son innocence et qu'il était la victime,. Ses funérailles au cimetière Vaiguva (lt) réunissent une centaine de personnes, dont Mindaugas Murza, un nationaliste radical,.

## Bibliogrpaphie
- (en) Tomas Balkeilis (dir.), War in Peace: Paramilitary Violence in Europe After the Great War, Oxford, Oxford University Press, 2012, 126–144 p. (ISBN 978-0-19-965491-8), « Turning Citizens into Soldiers: Baltic Paramilitary Movements after the Great War »
- Judy Feigin, The Office of Special Investigations: Striving for Accountability in the Aftermath of the Holocaust, Department of Justice, 2009 (ISBN 978-1-63273-001-5, lire en ligne)
- (en) Eric Lichtblau, The Nazis Next Door: How America Became a Safe Haven for Hitler's Men, Houghton Mifflin Harcourt, 2014 (ISBN 978-0-547-66919-9, lire en ligne)
- (en) Mackey, « Fear of Foreign Prosecution and the Privilege Against Self-Incrimination », United States Attorneys Bulletin, Executive Office for United States Attorneys., vol. 44, no 5,‎ 1996, p. 17–21 (lire en ligne)
- Michael MacQueen « Lithuanian Collaboration in the "Final Solution": Motivations and Case Studies » (2004)  (lire en ligne)
—Lithuania and the Jews: The Holocaust Chapter
- (en) Timothy Naftali, U.S. Intelligence and the Nazis, Cambridge University Press, 2005, 337–374 p. (ISBN 978-0-521-61794-9), « The CIA and Eichmann’s Associates »
- Rotsztain, « The Fifth Amendment Privilege Against Self-incrimination and Fear of Foreign Prosecution », Columbia Law Review, vol. 96, no 7,‎ 1996, p. 1940–1972 (DOI 10.2307/1123297, JSTOR 1123297)
- (lt) Petras Stankeras, Lietuvių policija Antrajame pasauliniame kare, Mintis, 2008 (ISBN 978-5-417-00958-7)
- Weiss-Wendt, « Why the Holocaust does not matter to Estonians », Journal of Baltic Studies, vol. 39, no 4,‎ 2008, p. 475–497 (ISSN 0162-9778, DOI 10.1080/01629770802461530, JSTOR 43212850)